# Масапекуа
Масапекуа (на английски: Massapequa) е селище в окръг Насау, щат Ню Йорк, Съединени американски щати. Разположен е на остров Лонг Айлънд, на 50 km източно от центъра на град Ню Йорк. Населението му е 21 685 души (2010 г.).
В Масапекуа са родени актьорите Алек, Даниъл, Уилям и Стивън Болдуин.